# Ҟ
Ne doit pas être confondu avec la lettre latine K barré (Ꝁ)
Ҟ (minuscule : ҟ), appelé ka barré, est une lettre de la variante de l’alphabet cyrillique utilisée par la langue abkhaze (аҧсуа бызшәа), où elle note la consonne occlusive uvulaire sourde /[qʼ]. Ce graphème est la lettre cyrillique ‹ К › diacritée. C’est la 26e lettre de cet alphabet, placée entre les digraphes ‹ Қь › et ‹ Ҟь ›. Un ka barré avec une barre oblique, à travers le bras supérieur droit du ka, Ԟ, a été utilisée dans l’alphabet cyrillique aléoute.

## Représentations informatiques
Le ka barré peut être représenté avec les caractères Unicode suivants :
| formes    | représentations | chaînes de caractères | points de code | descriptions                         |
| --------- | --------------- | --------------------- | -------------- | ------------------------------------ |
| capitale  | Ҟ               | Ҟ                     | U+049E         | lettre majuscule cyrillique ka barré |
| minuscule | ҟ               | ҟ                     | U+049F         | lettre minuscule cyrillique ka barré |